# Tore Gudmundsson
Torir Gudmundsson, Tore Den Vikværske, († 8. August 1214 in Nidaros), wahrscheinlich aus Viken, war ein norwegischer Erzbischof.
Nach der Überlieferung hieß sein Vater Gudmund Flate; seine Mutter ist nicht bekannt.

## Leben
Er muss aus vornehmer Familie gestammt haben, denn nur deren Söhne konnten sich ein Studium im Ausland leisten. Wahrscheinlich ist er identisch mit Theodoricus Monachus, der zwischen 1178 und 1180 die kleine Norwegische Geschichte auf Latein schrieb und sie Erzbischof Øystein Erlendsson widmete. Im Obituarium des Klosters St. Victor bei Paris steht: "Item obiit domnus Theodoricus, Norvegiensis archiepiscopus, frater noster."
Zunächst war er Kanoniker an der Hallvardskirche in Oslo. Zu dieser scheint es eine enge Verbindung zwischen dem Domkapitel der Hallvardskirche in Oslo und dem Kloster St. Victor in Paris gegeben zu haben. Denn es wurde in dieser Zeit für die Liturgie eine Hallvardssequenz verfasst, die in Text und Melodie Einflüsse aus den Sequenzen von Adam von St. Victor erkennen lässt. Tore war sicher eine Stärkung der Fraktion im Domkapitel, die die Gregorianischen Reformen vertrat und um 1200 im Bistum Oslo bemerkbar ist.
Im Sommer 1205 begab sich Tore nach Rom, wo er im Herbst 1205 oder Anfang des Jahres 1206 aus der Hand des Papstes Innozenz III. das Pallium empfing. In einer Papstbulle vom 11. Februar 1206 wird Tore bereits als Nidrosiensis archiepiscopus bezeichnet. In dieser Bulle wird Tore aufgefordert, in seinem Bistum den Peterspfennig einzuziehen. Von seinem Romaufenthalt sind sechs Papstbriefe erhalten, von denen eine sehr große Bulle vom 13. Februar 1206 die Privilegien des Erzbistums Nidaros, die erstmals bei der Gründung 1153 in einer Bestätigungsbulle vom November 1154 ausgesprochen worden waren, bestätigt. Im canon 5 des von Nikolaus Breakspear und Jon Birgisson verfassten Christenrechts von 1153 war nämlich ausdrücklich darauf verzichtet worden, dass ein Bischof entweder vom Papst oder vom zuständigen Erzbischof geweiht werden sollte. In der Gründungsbulle des Erzbistums vom 30. November 1154 war von Papst Anastasius IV. für Nidaros hingegen bestimmt, dass die Bischöfe dem Erzbischof Gehorsam zu leisten hätten und von ihm geweiht werden müssten. Die Erneuerung dieser Vorschrift richtete sich nicht nur gegen die Weihe von Bischof Martin in Bergen im Jahre 1194, sondern stärkte auch die Stellung des Erzbischofs von Nidaros im Bistum der Hebriden und der Insel Man. Dort war 1203 Nicholas de Melsa, Abt von Furnesse, einer Abtei, der seit 1134 die Bischofswahl für die Diözese Man zustand, zum Bischof gewählt worden. Diese Diözese unterstand dem Erzbistum Nidaros, drohte aber ohne diese Festlegung unter das Erzbistum York zu geraten. Außerdem erhöhte Papst Innozenz durch diese Bestimmung die Autorität des Domkapitels, das erst nach 1200 zu einer fest geschlossenen Institution mit wahrscheinlich 12 Kanonikern wurde.

In einem anderen Brief schafft der Papst die frühere Erlaubnis, die Nottaufe bei Mangel an Wasser auch dadurch gültig zu vollziehen, dass er dem Täufling den Kopf, die Brust und zwischen den Schultern mit Speichel bestreiche, ab. Wasser sei unabdingbar. Diese Regel wurde später ins Christenrecht von Jon Birgisson übernommen.
Tore war ein Mann des Ausgleichs, der die Autorität des Erzbischofsamtes durch friedenstiftende Maklerdienste ständig zu erhöhen wusste. So überredete er Bischof Nikolas von Oslo, zwischen den Baglern und König Inge zu vermitteln und beteiligte sich selbst an der Vermittlung, die 1208 zum Ende des 2. Baglerkrieges durch den Frieden von Kvitsøy führte. Er führte das Bischofskollegium kollegial, schenkte dem Bischof Páll von Skálholt eine goldbestickte Mitra, einen Goldring und Bischofshandschuhe und dem Bischof Guðmundur von Hólar einen silbernen Kelch.